# Xi lanh
Xi lanh (tiếng Pháp: Cylindre) là bộ phận hoạt động chính của động cơ, là không gian để piston di chuyển.

## Nắp xi lanh
Nắp xi lanh là một bộ phận trong động cơ diesel. Nắp xi lanh sẽ bịt kín khoang đốt trong. Van chỉ dẫn sẽ hướng dẫn thân van trong suốt quá trình đóng và mở van mà nó được nén vào bên trong nắp xi lanh. Tất cả các nắp xi lanh được làm bằng một hợp kim sắt đặc biệt có chứa cácbon, silicon và đồng. Hỗn hợp hợp kim này có độ co giãn và dẫn nhiệt tốt và hạ thấp tỉ lệ giãn nở vì nhiệt. Kích thước của nắp xi lanh không dựa vào số lượng xi lanh mà dựa vào các nhân tố như: tổng chi phí của động cơ, kiểu dáng của khối xi lanh, số lượng vòng bi, ứng suất nhiệt, hệ thống làm mát và những trở ngại trong việc bít kín nắp xi lanh.
Mỗi nắp xi lanh được sử dụng trong xi lanh cần có đủ độ bền và độ cứng. Nắp xi lanh sẽ bít kín bề mặt giữa ống bọc ngoài xi lanh, mặt trên của khối xi lanh và lượng dầu và chất làm mát mà không làm ảnh hưởng đến ống bọc ngoài hoặc van. Nắp xi lanh cần đủ bền để không xuất hiện các khe nứt giữa đinh tán của nắp xi lanh, giữa các van xả và nạp hay giữa các van và máy phun.
Đường dẫn làm mát bên trong cần đảm bảo cho các chất làm mát đạt được tốc độ chuyển động cao và hướng đến các van cùng ống phun nhiên liệu. Nó cần được làm sạch nhằm thải bỏ các chất cặn bã hay vẩy. Ngoài ra, các van cần được đặt sao cho các tia nhiên liệu có thể phủ toàn bộ khoang đốt, nhưng nó cũng cần được đặt xa đủ để các chất làm mát có thể lưu chuyển bên trong để ngăn nắp x-lanh bị rạn nứt giữa các đế van.